# Lê Tấn Nẫm
Lê Tấn Nẫm (22 tháng 4 năm 1899 – ? ) là công chức và chính khách người Việt Nam, cựu Đô trưởng Sài Gòn – Chợ Lớn và Tổng trưởng Bộ Tư pháp Quốc gia Việt Nam.

## Tiểu sử

### Thân thế và học vấn

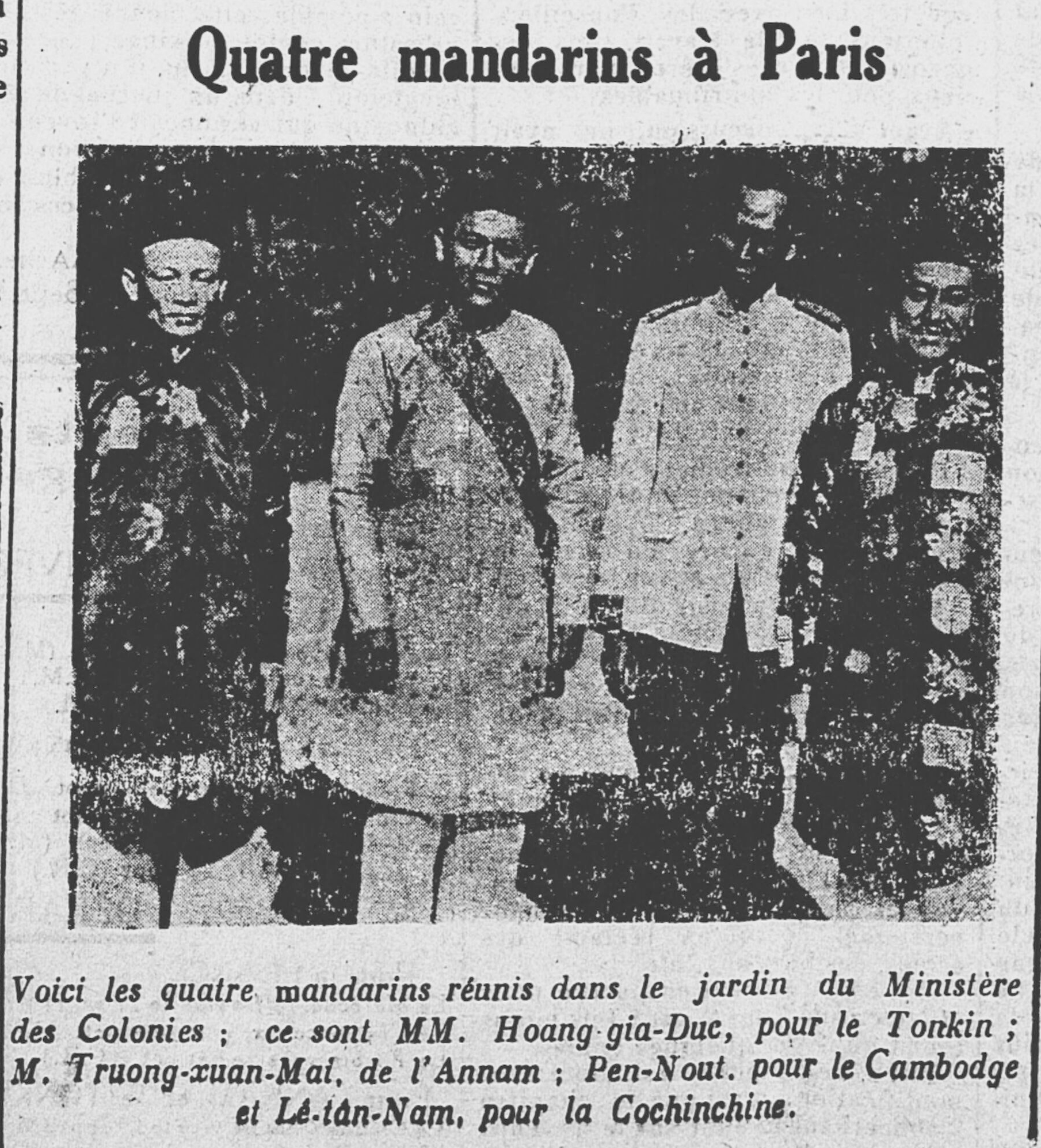
Lê Tấn Nẩm (thứ hai từ trái sang) tại Paris năm 1938.

Lê Tấn Nẫm sinh ngày 22 tháng 4 năm 1899 tại thị xã Cao Lãnh, tỉnh Đồng Tháp, Nam Kỳ, Liên bang Đông Dương.
Ông tốt nghiệp Trường Pháp chánh Hà Nội. Từng có thời gian hành nghề luật sư trước khi tham chính.

### Sự nghiệp chính trị
Năm 1921, ông là công chức cao cấp ngạch Hành chánh Nam phần và công chức Bộ Thuộc địa ở Paris từ năm 1938 đến năm 1939.
Cuối năm 1945, ông được bổ nhiệm làm Tỉnh trưởng Tân An trong một thời gian ngắn. Dưới thời Quốc gia Việt Nam, ông từng giữ chức Đô trưởng Sài Gòn – Chợ Lớn từ tháng 1 năm 1951 đến tháng 8 năm 1952. Ít lâu sau, ông thay thế  Vương Quang Nhường lên làm Tổng trưởng Bộ Tư pháp từ tháng 6 năm 1952 đến tháng 1 năm 1954.
Trong nhiệm kỳ làm Tổng trưởng Tư pháp, ông đã đốc suất việc soạn thảo quy chế ngạch Thẩm phán Tư pháp và phổ biến tiểu từ vựng pháp lý thống nhất. Góp phần vào việc ban hành quy chế đầu tiên của Luật sư Đoàn.

### Sau năm 1955
Không rõ cuối đời ông ra sao và mất vào lúc nào sau khi Quốc gia Việt Nam đổi sang chính thể cộng hòa vào cuối năm 1955.